# 南アフリカ海軍
南アフリカ海軍（みなみアフリカかいぐん、英: South African Navy）は、南アフリカ国防軍の海軍。その任務は、南アフリカ共和国を防衛する海軍作戦を実施することである。

## 歴史
現在の南アフリカ海軍の組織は、1922年4月1日に南アフリカ海上小隊（SANS）が設立されたことに由来するが、その源流はケープ植民地の海軍義勇軍小隊が設立された1861年まで遡る。南アフリカ海上小隊は後に拡張され、南アフリカ海上部隊（SANF）に改名された。1951年、南アフリカ海上部隊は南アフリカ海軍に改名され、1年後に艦船接頭辞HMSAS（国王陛下の南アフリカ船）はSAS（南アフリカ船）に変更された。

## 装備

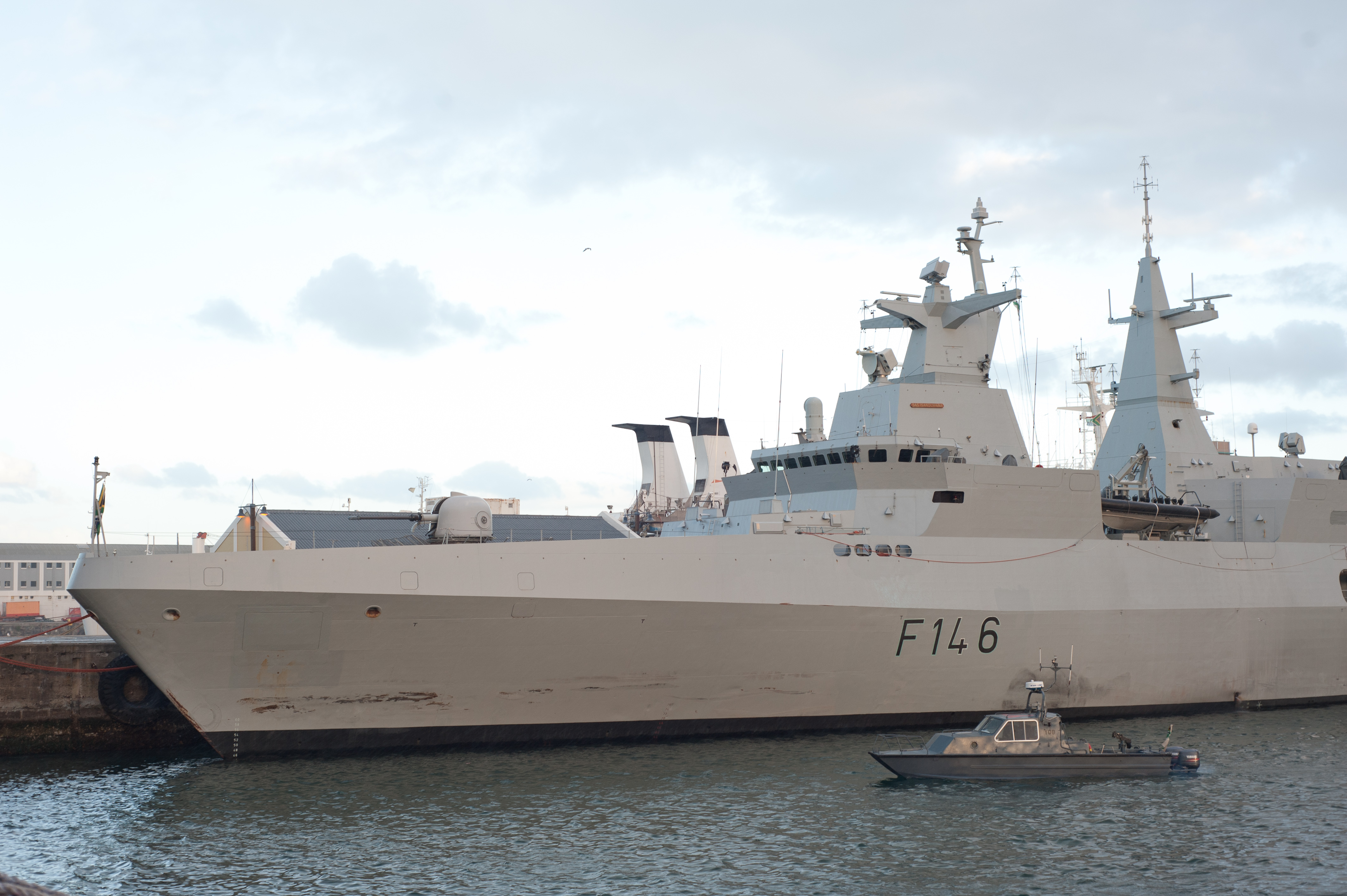
ヴァラー級フリゲートイサンドルワナ

7,702人の現役人員を擁している。海軍は戦闘艦隊と支援艦隊に分かれており、戦闘艦隊は、ヴァラー級フリゲート5隻、ヒロイン級潜水艦3隻、ミニスター型 (ウォリアー型) ミサイル艇3隻、T級哨戒艦3隻、リバー級機雷掃討艇3隻、ナマクラ級港湾巡視船21隻で構成されている。支援艦隊は、補給船1隻、ヘクラ級調査船1隻、タグボート3隻で構成されている。海軍にはまた、海上戦隊（MRS）と呼ばれる歩兵訓練を受けた特殊部隊が含まれている。